# Вилхелм III фон Егмонд
Вилхелм III (Вилем) фон Егмонд (на нидерландски: Willem III van Egmont; на немски: Wilhelm/William III, Herr von Egmond; † 2 юли или 3 юли 1312) е благородник от древния холандски благороднически род Егмонд/Егмонт, господар на Егмонт (1304 – 1312) в провинция Северна Холандия.
Той е големият син на Герхард фон Егмонд († 1300) и съпругата му Елизабет ван Стрийен († 1297), дъщеря на Вилем ван Стрийен († 1285) и (Елизабет ?) ван де Леде († пр. 1253). Внук е на Вилхелм II фон Егмонд († 1304) и Ада († 1297). Брат е на Николаус цу Хеемстеде († 1305), Йохан фон Егмонд († 1312), Валтер (Воутер) II фон Егмонд († 1321) и на Алайд фон Егмонд († 1311), омъжена за Якоб ван Лихтенберг.
Вилхелм III фон Егмонд наследява дядо си през 1304 г. и умира бездетен през 1312 г. Наследен е от брат му Валтер (Воутер) II фон Егмонд († 1321).

## Фамилия
Вилхелм III фон Егмонд се жени за Маргарета фон Бланкенхайм († 27 юни 1312), дъщеря на Герхард V фон Бланкенхайм († 1309) и Ирмезинда Люксембургска († сл. 1308). Бракът е бездетен.
<ref>